# انتشارات لاروس
انتشارات لاروس (انگلیسی: Éditions Larousse) انتشاراتی فرانسوی است که به ویژه بخاطر نقشش در انتشار کتب مرجع شناخته شده است این انتشارات توسط پیر لاروس بنا نهاده شده است در سال ۲۰۰۲ لاگاردر لاروس را خریداری کرد و از سال ۲۰۰۴ زیر مجموعه اشت است